# Roeselia rufescens
Roeselia rufescens är en fjärilsart som beskrevs av Paul Dognin 1893. Roeselia rufescens ingår i släktet Roeselia och familjen trågspinnare. Inga underarter finns listade.